# Adoração do Nome de Deus

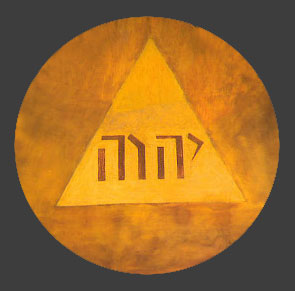
Francisco Goya: “O Nome de Deus”, YHWH em triângulo, detalhe do afresco.

A Adoração do Nome de Deus ( em castelhano:  Adoración del nombre de Dios ) ou A Glória ( em castelhano:  La gloria ) (1772) é um afresco pintado por Francisco Goya no teto da cúpula sobre o Pequeno Coro da Virgem na Basílica de Nuestra Señora del Pilar em Saragoça.

## História
Depois de retornar de uma viagem à Itália para aprofundar seus conhecimentos em 1771, Goya recebeu a encomenda de decorar a abóbada do pequeno coro da Basílica del Pilar de Saragoça, com uma pintura sobre a adoração do nome de Deus, em cuja execução demonstrou amplamente o seu domínio das técnicas de pintura a fresco, embora a sua remuneração fosse inferior à dos outros artistas que trabalhavam nos tecos da basílica: Goya recebeu 15.000 reais espanhois  em comparação com os 25.000 pagos a, por exemplo, Antonio González Velázquez.

## Descrição
A obra em sua execução final exibe os estereótipos da pintura religiosa católica do barroco tardio. De cada lado estão dispostos grupos de anjos direcionando a atenção para a cena central, dominada pelo símbolo da Trindade e da Divindade cristã: um triângulo equilátero inscrito com o Tetragrama em hebraico. Como os vários grupos estão situados em altitudes diferentes, a impressão final é bastante estática, dominada por uma composição em forma de “X”, fruto da intenção de Goya de fazer com que as linhas de força viessem dos cantos e se cruzassem no Centro.
Foram preservados vários esboços e desenhos preparatórios para a obra que mostram mais realização do que a pintura da cúpula mostra na atualidade, embora deva-se ter em mente que o afresco foi restaurado pelo menos quatro vezes, em 1887, 1947, 1967 e 1991. Neles Goya planejou uma composição de grande contraste na coloração e na iluminação, e com um dinamismo de movimento consideravelmente maior do que o visível no produto acabado.